# Auchonvillers Military Cemetery
Auchonvillers Military Cemetery is een Britse militaire begraafplaats met graven uit de Eerste Wereldoorlog, gelegen in het Franse dorp Auchonvillers (Somme). Ze ligt 200 m ten zuidwesten van de dorpskerk en is bereikbaar via een graspad van 90 m. De bergraafplaats werd ontworpen door Reginald Blomfield in samenwerking met William Cowlishaw en wordt onderhouden door de Commonwealth War Graves Commission. Ze heeft een nagenoeg driehoekig grondplan en is omgeven door witte boordstenen en een haag. Het Cross of Sacrifice] staat nabij de noordelijke afsluiting.
Er liggen 528 doden begraven waarvan 42 niet geïdentificeerd konden worden.
Op de gemeentelijke begraafplaats bevindt zich ook een Brits militair perk met 15 slachtoffers uit de Eerste Wereldoorlog dat bij de CWGC genoteerd staat als Auchonvillers Communal Cemetery.

## Geschiedenis
Dit deel van het front met het dorp Auchonvillers werd, sedert het begin van de oorlog tot de zomer van 1915, verdedigd door Franse troepen. Zij startten in juni 1915 met de aanleg van de begraafplaats. Britse gevechtseenheden en veldhospitalen gebruikten deze dan verder tot aan de Duitse terugtrekking achter de Hindenburglinie in februari 1917. Na de wapenstilstand werden nog 15 verspreide graven uit de omgeving bijgezet.
Er rusten nu 496 Britten, 8 Canadezen en 24 Nieuw-Zeelanders. De graven van 6 Fransen werden na de wapenstilstand naar andere plaatsen overgebracht.

## Graven

### Onderscheiden militairen
- Trevor Howard Beves, kapitein bij het Border Regiment en Hamilton Moss, kapitein bij de Duke of Wellington's (West Riding Regiment) werden onderscheiden met het Military Cross (MC).
- Thomas St. John, onderluitenant bij de 1st Bn. attd. 11th Coy. Machine Gun Corps; Harold Gibson Smith, compagnie sergeant-majoor bij het 7th Bn. Lincolnshire Regiment en William George Spinks, sergeant bij het Hertfordshire Regiment werden onderscheiden met de Distinguished Conduct Medal (DCM).
- compagnie sergeant-majoor Albert Jacob Gibbon; de korporaals Arthur Thomas Cooke en W. Taylor; de soldaten Bernard Edward Binks en Daniel Perceval Ratcliffe en matroos William Henry Davies ontvingen de Military Medal. Laatstgenoemde ontving deze onderscheiding tweemaal (MM and Bar).

### Minderjarige militairen
- Harry Kinder, soldaat bij de Lancashire Fusiliers en Timothy O'Connor, soldaat bij de Royal Dublin Fusiliers waren 17 toen zij sneuvelden.

### Alias
- soldaat Clifford Vallance diende onder het alias J. Brown bij het Hertfordshire Regiment.